# Hans Thiemann
Hans Wilhelm Fritz Thiemann (* 18. April 1910 in Langendreer; † 28. Juli 1977 in Hamburg) war ein deutscher Maler.

## Leben
Im April 1930 ging Hans Thiemann an das Bauhaus in Dessau. Wenige Monate vor Schließung des Bauhauses wurde ihm sein Bauhaus-Diplom nach erfolgreichem Abschluss des Studiums in der freien Malklasse am 1. April 1933 von den beiden Bauhausmeistern  Klee und Kandinsky ausgestellt. Am Bauhaus lernte er auch seine spätere Frau, die Fotografin Elsa Franke (Elsa Thiemann) kennen. Thiemann zog im Folgenden nach Berlin und lebte während der gesamten Zeit des Nationalsozialismus in einer Atelierwohnung in der  Ludwigkirchstrasse 10a in Berlin-Wilmersdorf.
Brieffreundschaften zu dem Schweizer Architekten Paul Matthias Naeff und zu Wassily Kandinsky, der seit 1933 in der Nähe von Paris lebte, halfen Thiemann die durch den Nationalsozialismus erzwungene Isolation und die hierdurch immer stärker gewordenen Depressionen zu ertragen. Mittlerweile hatte Thiemann sich auf 47 Kilogramm herabgehungert und so wurde er im Frühjahr 1940, als er das erste Mal gemustert wurde, als 'völlig untauglich' entlassen. Seine finanziellen Verhältnisse konnte er durch einige realistische Porträts und Landschaftsbilder, die er aber bewusst nicht signierte, aufbessern.
Als die NS-Zeit und der Krieg vorbei waren, änderte sich seine Situation umgehend. So konnte er zahlreiche Zeichnungen in den Kunstzeitschriften 'Athena', 'Ulenspiegel' und 'Der Insulaner' veröffentlichen. Bereits im September 1945 beteiligte er sich an der zweiten Gruppenausstellung der Galerie Gerd Rosen, die erst einen Monat vorher von dem Antiquar Gerd Rosen, dem Maler Heinz Trökes und dem Konsul Max Leon Flemming am Kurfürstendamm 115 als erste deutsche Nachkriegsgalerie eröffnet worden war. Er war auch bei der 1946 in der Galerie Gerd Rosen gezeigten 'Fantasten-Ausstellung' beteiligt. Diese Ausstellung hatte einen regelrechten Skandal verursacht. Beteiligt waren außerdem Stephen Alexander, Hannah Höch, Heinz Trökes, Hans Uhlmann und Mac Zimmermann. 1954 erhielt Thiemann den Berliner Kunstpreis und nach einer Gastdozentur im Jahr 1954 erhielt er 1960 den Ruf an die Hamburger Kunsthochschule, wo er ab 1963 als Professor mit kurzen Unterbrechungen bis 1976 die Grundklasse leitete.
Viele seiner Bilder sind kriegsbedingt verschollen und zerstört. Der künstlerische und dokumentarische Nachlass wurde 1982 von der Erbin Eljo Volkmann an das Bauhaus-Archiv Berlin übergeben. Hierzu zählen 91 Gemälde sowie zahlreiche Skizzen und Zeichnungen.